# San Vito
 For alternative betydninger, se San Vito (flertydig). (Se også artikler, som begynder med San Vito)
San Vito (sardisk: Santu Ìdu) er en by og en kommune (comune) i provinsen Sud Sardegna i regionen Sardinien i Italien. Byen ligger i 10 meters højde og har 3.659 indbyggere (2016). Kommunen har et areal på 231,64 km² og grænser til kommunerne Burcei, Castiadas, Muravera, Villaputzu og Villasalto.